# BIGLOBE
BIGLOBE（ビッグローブ）是日本一家互联网服务供应商。2006年日本電氣將旗下業務（由1986年4月開始的個人電腦通訊服務）分拆並成立NEC BIGLOBE, Ltd。2014年3月，日本電氣将持有的NEC BIGLOBE股份出售给日本产业伙伴，4月1日，公司名称更名为BIGLOBE，從此該公司與日本電氣無關。2017年1月，KDDI以800亿日元收购了该公司。
BIGLOBE公司亦持有日本電氣旗下子公司「NEC Home Electronics」，在清算並解散後所有資產，包含PC Engine和PC-FX等電子遊戲機。